# Oberbilker Markt
Der Oberbilker Markt ist ein Platz in Düsseldorf, der südlich des Hauptbahnhofes im Stadtteil Oberbilk liegt.

## Verkehr
Der Oberbilker Markt ist wichtiger Kreuzungspunkt im südlichen Innenstadtgebiet zwischen der in Nord-Süd-Richtung verlaufenden Kölner Straße und der in Ost-West-Richtung verlaufenden B 8 (Werdener Straße/Kruppstraße).
Unterhalb des Platzes befindet sich der U-Bahnhof Oberbilker Markt/Warschauer Straße, an dem die Linien U76 und U79 der Stadtbahn Düsseldorf verkehren. Oberirdisch verkehren die Straßenbahnlinie 706 sowie die Buslinien 732 und 736 der Rheinbahn.

## Geschichte
Bis zur Mitte des 19. Jahrhunderts war Oberbilk ländlich geprägt. Ab 1870 entstanden im Rahmen der Industrialisierung städtisch bebaute Straßen. Durch die Kreuzung der Kölner Straße mit der Werderner Straße bzw. Kruppstraße sowie der Einmündung zweier weiterer Straßen entstand zwischen der Kruppstraße und der Eisenstraße ein Platz. Dieser wurde seit der Jahrhundertwende als Marktplatz genutzt und war allgemein als Oberbilker Markt bekannt. In den offiziellen Adressbüchern der Stadt Düsseldorf erschien der Name allerdings erst 1955.
1919 kam es am Oberbilker Markt zu schweren Kämpfen zwischen den streikenden Spartakisten, die in Oberbilk eine Hochburg hatten, und den sie bekämpfenden Freikorps (Spartakusaufstand). Am 12. und 13. April 1919 setzte das Freikorps Lichtschlag Artillerie und Minenwerfer gegen die Barrikaden am Oberbilker Markt ein, wobei 39 Aufständische und 11 Freikorpsangehörige getötet wurden. Die Mehrheit floh in Richtung Eller und den Regierungstruppen wurde kein weiterer Widerstand entgegengesetzt.
Am 13. Oktober 1941 wurde ein britischer Bomber abgeschossen und stürzte in einen Häuserblock an der Kruppstraße/Ecke Oberbilker Markt und tötete viele Bewohner.
Am 15. April 1945, zwei Tage vor der Befreiung durch die Amerikaner, fiel der 72-jährige jüdische Klempner Moritz Sommer, der sich jahrelang mit Hilfe seines Vermieters Heinrich Rondi und Nachbarn vor den Nazis verbergen konnte, der Heeresstreife Kaiser in die Hände, wurde gefoltert und am Oberbilker Markt aufgehängt. An der am Platz gelegenen Polizeiwache ist eine Gedenktafel für Moritz Sommer angebracht; außerdem wurde eine Straße zwischen Auf’m Hennekamp und Redinghovenstraße nach ihm benannt.
Unter dem Oberbilker Markt befindet sich ein Groß-Tief-Bunker, der während der vielen Luftangriffe während des Zweiten Weltkriegs als Luftschutzbunker diente.

## Zukunft des Oberbilker Markts
Der Oberbilker Markt hat im Laufe der letzten Jahrzehnte viel von seiner urbanen Funktion verloren. Auch die angrenzende Kölner Straße hat als Einkaufsstraße an Bedeutung verloren und ist, auch im Zuge des U-Bahnbaus, verödet.
Die Stadt hofft, dass das am 9. März 2010 eröffnete Justizzentrum, bestehend aus dem Amtsgericht und dem Landgericht, an der Werdener Straße der Verödung der Umgebung entgegenwirken wird. Im Oktober 2008 wurde eine Ideenbörse zur Neugestaltung des Platzes unter Einbeziehung von Bürgerwünschen abgehalten. Am 17. Dezember 2008 stellte das Planungsamt der Bezirksvertretung 3 ein erstes Konzept zur Verschönerung des Platzes vor. Nach langen Diskussionen konnte im Sommer 2014 mit dem Umbau begonnen werden. Voraussichtlich im Mai 2015 sollen die Bauarbeiten abgeschlossen werden. Der Puschkinplatz ist mit in den Umbau integriert.